# Robert Otto (Chemiker)
Friedrich Wilhelm Robert Otto (* 18. August 1837 in Braunschweig; † 14. Februar 1907 ebenda) war ein deutscher Chemiker und Pharmazeut.

## Leben
Robert Otto, geboren in Braunschweig als Sohn des Friedrich Julius Otto (1809–1870), Professor für Chemie am Collegium Carolinum, besuchte das Gymnasium Martino-Katharineum seiner Geburtsstadt bis drei Jahre vor dem Abitur. Danach absolvierte er eine dreijährige Lehre als Apotheker in Wolfenbüttel. Das Abitur holte er am Collegium Carolium in Braunschweig nach und studierte dort ein Semester Naturwissenschaften. Zum Wintersemester 1858/59 bezog er die Universität Göttingen, begann das Chemiestudium und trat der Burschenschaft Hannovera bei. Als sein akademischer Lehrer Heinrich Limpricht einen Ruf an die Universität Greifswald annahm, wechselte auch er die Hochschule und schloss dort 1862 mit der Promotion zum Dr. phil. sein Studium ab. Das Thema seiner Dissertation lautete Untersuchungen über einige Zersetzungsprodukte der Hippursäure. Im folgenden Jahr bekleidete er eine Assistentenstelle, alsdann habilitierte er sich für die Bereiche Chemie und Pharmazie, ohne dass es ihm gelang, in Greifswald als Privatdozent oder außerordentlicher Professor Fuß zu fassen.
So war er alles andere als abgeneigt, kurz nach dem Tode seines Vaters einem Ruf des Collegiums Carolinum zu folgen, um in Braunschweig 1870 quasi Nachfolger seines Vaters als Professor für Pharmazie und angewandte Chemie zu werden. Von 1872 bis 1877 war er Vorstand der Fachschule für Pharmazie. Nachdem 1877 aus dem Polytechnikum eine Technische Hochschule geworden war, bekleidete er von 1881 bis 1885 und von 1891 bis 1895 das Amt des Vorstandes (Dekans) der Abteilung für Pharmazie. Im Übrigen erreichte er, dass bei der baulichen Erweiterung der Technischen Hochschule Braunschweig die Lehr- und Forschungseinrichtungen für Chemie und Pharmazie angemessen berücksichtigt wurden.
Mit seiner Berufung 1870 nach Braunschweig übernahm Robert Otto noch eine weitere Aufgabe, die vordem sein Vater betreut hatte. Unter Ernennung zum Medizinalassessor wurde er zugleich Mitglied des Obersanitäts-Kollegiums des Herzogtums Braunschweig und dort Ressortchef für das Apothekenwesen. 1880 erfolgte seine Beförderung zum Medizinalrat, 1894 zum Geheimen Medizinalrat. In dieser Funktion, die gelegentlich auch Fragen der Volksgesundheit betraf, war er Mitglied der Kommission für die Prüfung der Apotheker und Vorsitzender des Prüfungsausschusses für Apothekergehilfen.
1890 gehörte Robert Otto zu den Mitgründern der Deutschen Pharmazeutischen Gesellschaft.
Die Leopoldina – Akademie der Naturwissenschaftler – in Halle ernannte ihn 1893 zu ihrem Mitglied.
1876 schlug ihn ein Institutsmitarbeiter hinterrücks nieder. Die schweren Verletzungen, die Robert Otto dabei erlitt, beeinträchtigten ihn fortan stark. Mit eiserner Selbstdisziplin kam er noch jahrelang seinen beruflichen Verpflichtungen nach. Als 1898 eine Kur keine Besserung brachte, bat er um seine Versetzung in den Ruhestand, die zum 1. April 1899 gewährt wurde.

## Werk
Otto synthetisierte 1868 die ersten organischen Quecksilberverbindungen (Quecksilberdiphenyl und Quecksilbernaphthyl). Hauptsächlich befasste er sich mit Schwefel-Sauerstoff-Verbindungen (Synthese von Benzensulfinsäure, Toluensulfinsäure und Reduktion der Benzensulfinsäure zum Thiophenol 1877, Aufklärung der Zusammensetzung der Sulfinsäuren).

## Ehrungen
- 1893 Verleihung des Titels Geheimer Hofrat
- 1898 Verleihung des herzoglich braunschweigischen Komturkreuzes II. Klasse des Ordens Heinrich des Löwen
- 1898 Aufstellung der Porträtbüste von Robert Otto im Hörsaal für Pharmazeutische Chemie, die von seinen Schülern gestiftet und von dem Bildhauer Ernst Müller-Braunschweig geschaffen worden war (im Zweiten Weltkrieg durch Kriegseinwirkung zerstört)
- 2007 Ausstellung „Robert Otto – Braunschweiger Chemiker und Pharmazeut“ zu seinem 100. Todestag durch die Universitätsbibliothek Braunschweig

## Veröffentlichungen (Auswahl)
Robert Otto gab weitere Auflagen von Fachbüchern heraus, die sein Vater verfasst oder an denen dieser mitgearbeitet hatte. Zum erstgenannten Bereich zählt die
- Anleitung zur Ausmitteilung der Gifte und zur Erkennung von Blutflecken bei gerichtlich-chemischen Untersuchungen. 7. Aufl., Friedrich Vieweg und Sohn, Braunschweig 1896 Digitalisierte Ausgabe der Universitäts- und Landesbibliothek Düsseldorf

Zum letztgenannten Bereich gehört das von Thomas Graham verfasste, von Julius Otto übersetzte und bearbeitete
- Ausführliche Lehrbuch der anorganischen Chemie, welches 1863 in zwei Bänden auf den Markt kann. Dieses Werk, nunmehr von Robert Otto bearbeitet, erschien 1885 im Verlag Vieweg und Sohn, Braunschweig, unter dem Titel Graham-Ottos Lehrbuch der Chemie.[3]

Darüber hinaus verfasste Robert Otto namhafte Beiträge zu dem von Hermann von Fehling herausgegebenen
- Handwörterbuch der Chemie. Vieweg, Braunschweig 1875–1913.

Auch das
- Encyklopädische Handwörterbuch der technischen Chemie, welches auf dem von James Sheridan Muspratt begründeten Dictionery of Chemistry beruht und ab der 4. deutschsprachigen Auflage von Bruno Kerl sowie Friedrich Stohmann herausgegeben wurde, enthält einige von Robert Otto verfasste Kapitel.

Im Übrigen schrieb Robert Otto über 220 Artikel zu chemischen oder pharmazeutischen Fragen, Problemen oder Erkenntnissen in den zu seiner Zeit einschlägigen wissenschaftlichen Zeitschriften.

## Weblink
- Literatur von und über Robert Otto im Katalog der Deutschen Nationalbibliothek